# クルーゾー警部 (映画)
『クルーゾー警部』（Inspector Clouseau）は、1968年製作のイギリス、アメリカのコメディ映画。『暗闇でドッキリ』と『ピンク・パンサー2』の間に製作されたピンク・パンサーシリーズの番外編にあたり、クルーゾー警部が活躍する。ただし、クルーゾーを演じたのはそれまでのピーター・セラーズではなくアラン・アーキンである。日本では当初『クルゾー警部』という題で公開された。

## キャスト
| 役名                     | 俳優                 | 日本語吹替 |
| 役名                     | 俳優                 | NETテレビ版 |
| ------------------------ | -------------------- | --- |
| クルーゾー警部           | アラン・アーキン     | 藤村有弘 |
| ウィーバー警部           | フランク・フィンレイ | 西田昭市 |
| リサ・モレル             | デリア・ボッカルド   | 渋沢詩子 |
| クライド・ハーグリーヴス | クライヴ・フランシス | 山田康雄 |
| ブレイスウェイト警視総監 | パトリック・カーギル | 川久保潔 |
| アディソン・スティール   | バリー・フォスター   | 大塚周夫 |
| ウィーバー夫人           | ベリル・リード       | 高橋和枝 |
| 不明 その他              |                      | 吉沢久嘉 大宮悌二 塩見竜介 沢田敏子 村松康雄 加茂喜久 国坂伸 野本礼三 筈見純 渡部猛 緑川稔 後藤敏光 秋元千賀子 井口成人 |
|                          |                      | |
| 演出                     | 演出                 | 内池望博 |
| 翻訳                     | 翻訳                 | 木原たけし |
| 効果                     |                      | |
| 調整                     | 調整                 | 前田仁信 |
| 制作                     | 制作                 | 東北新社 |
| 解説                     | 解説                 | 淀川長治 |
| 初回放送                 | 初回放送             | 1973年8月19日 『日曜洋画劇場』                                                                                          |